# St.-Johannis-Kirche (Kartlow)

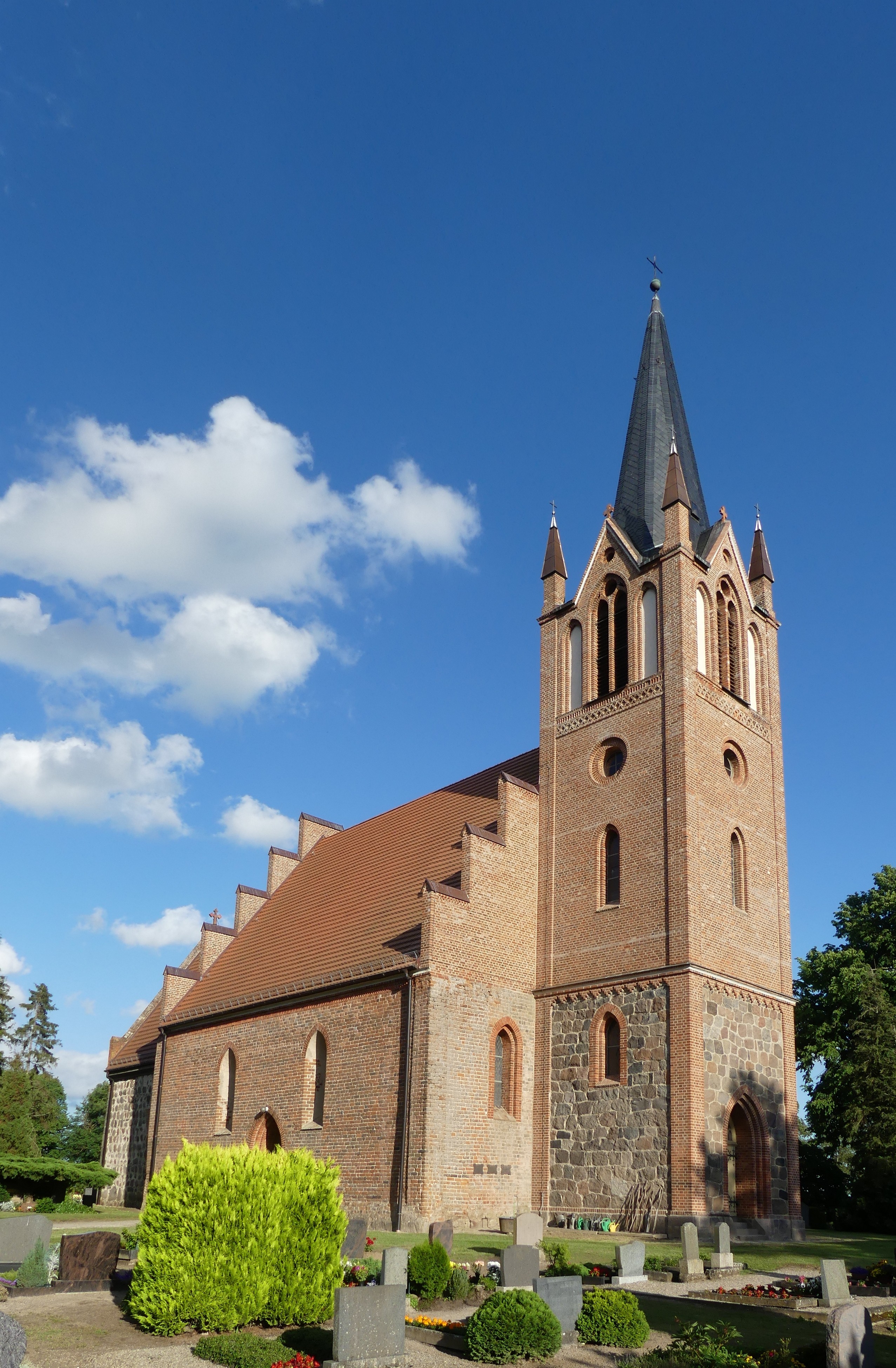
St. Johannis Kartlow (2020)

Die Kirche St. Johannis im Kruckower Ortsteil Kartlow ist die älteste der fünf Kirchen und Kapellen in der Kirchgemeinde Kartlow-Völschow. Zusammen mit dem Pfarrhaus, dem ehemaligen Küsterhaus und zwei Stallgebäuden bildet sie ein Ensemble historischer Bauten. Sie trägt das Patrozinium von Johannes dem Täufer.

## Geschichte

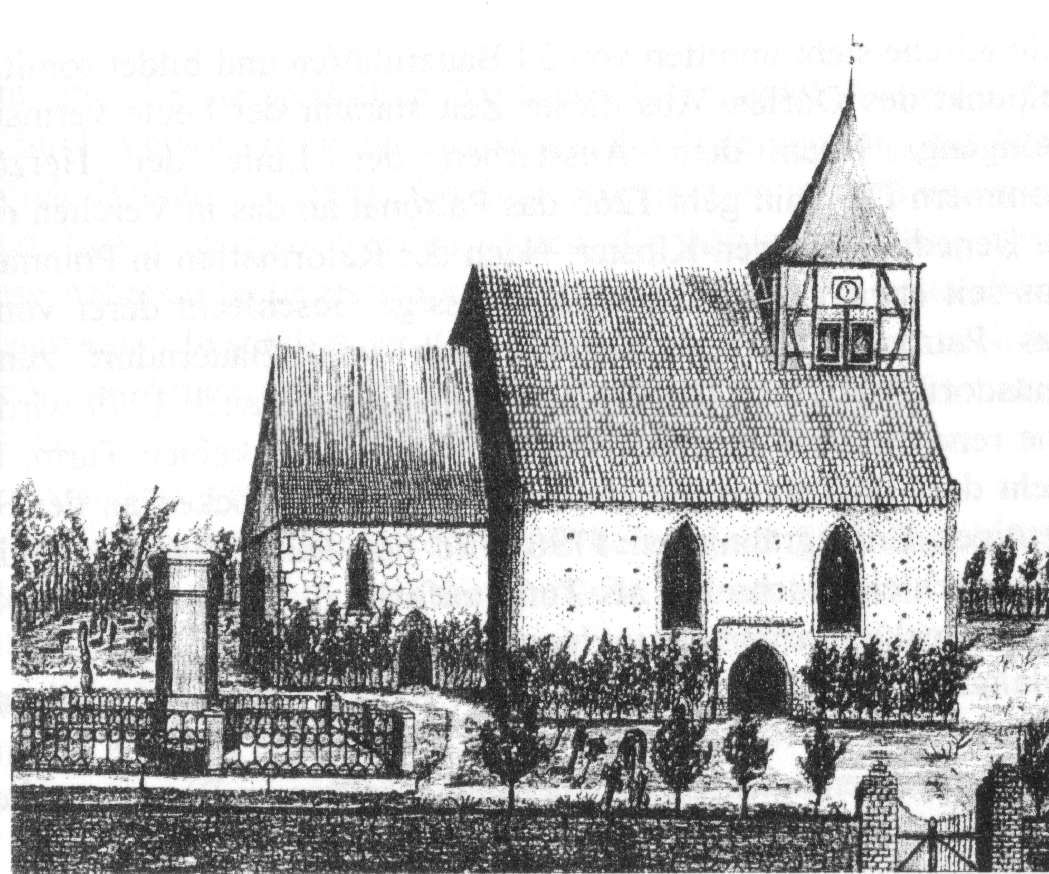
Kirche um 1852

Am 18. Juni 1249 weihte Bischof Wilhelm von Cammin die Kartlower Kirche auf den Namen St. Johannes Baptist. Gleichzeitig wurden der Johanniskirche die Dörfer Vanselow, Plötz, Völschow, Jagetzow, Schmarsow und Kruckow eingepfarrt. Bis 1264 hatte Herzog Wartislaw III. von Pommern-Demmin das Patronat. Nach seinem Tode wurde es am 10. September 1264 durch seinen Nachfolger Barnim I. von Pommern-Stettin an das Kloster Verchen übergeben. 1265 bestätigte Barnim I. erneut das Patronatsrecht des Klosters. Der erste namentlich bekannte Pfarrer war Ulrich (1296–1298), der vorher Propst in Verchen war. Für die Zeit bis zur Reformation sind noch die Namen von fünf weiteren überliefert.
Nach der Säkularisation des Klosters übte der Hauptmann des Amtes Verchen das Patronat aus. Um 1615 ging das Patronat an die in Kartlow ansässigen Herren von Heyden über. Nach dem Dreißigjährigen Krieg musste die Kirche renoviert und neu eingedeckt werden. Der Pfarrer Nikolaus Brunnemann (1644–1671) beklagte im Kirchenrechnungsbuch „[...] so ist das Kirchenregiment auch sehr in Trümmer gegangen, 'dahero die mobilien an silberwerck, leinwandt, bücher und ander Kirchenschmuck gentzlich wegkgekommen, die schuldeners auch mehrenteils hinweg gestorben' [...]“.
In die Karte der Schwedischen Landesaufnahme von 1698 wurde auch die Kirche eingezeichnet. Außerdem wurden das Pfarrgehöft mit dem Pfarrhaus und vier Wirtschaftsgebäuden sowie die aus zwei Gebäuden bestehende Küsterei registriert. In diesem Jahr trat der Pfarrer Kaspar Bünsow in Kartlow seine Stelle an. Er war der Pfarrer mit der längsten Amtszeit (1698–1753), verlor 1734 sein gesamtes Vermögen als das Pfarrhaus vollständig abbrannte, konnte noch mit 80 Jahren die Filialdörfer Plötz und Kruckow zu Fuß besuchen und starb 85-jährig.
Während der französischen Besatzungszeit (1806–1813) wurde die Kirche von den Franzosen als Magazin genutzt. Über diese Zeit existieren Aufzeichnungen des damaligen Pfarrers Friedrich Wilhelm Regen (1802–1849). Nach dem Sieg über Napoleons Truppen in der Völkerschlacht bei Leipzig pflanzte er zum Gedenken eine Eiche vor das Pfarrhaus, die dort noch heute als Naturdenkmal steht. Der Grabstein von Pfarrer Regen befindet sich heute in der Kirche an der Seite des Chores.
Der Pfarrer Carl Theodor Schmidt (1850–1886) hinterließ eine handschriftliche Chronik Kartlows und mehrere Zeichnungen und Lagepläne von Kartlow und den zur Kirchgemeinde gehörenden Dörfern.
Zwischen 1860 und 1870 erfolgten im Auftrag des Gutsherren Woldemar von Heyden Aus- und Umbauten. Mit dem Bau des Turmes und der Giebel des Langhauses erhielt die Kirche ihre heutige Gestalt.

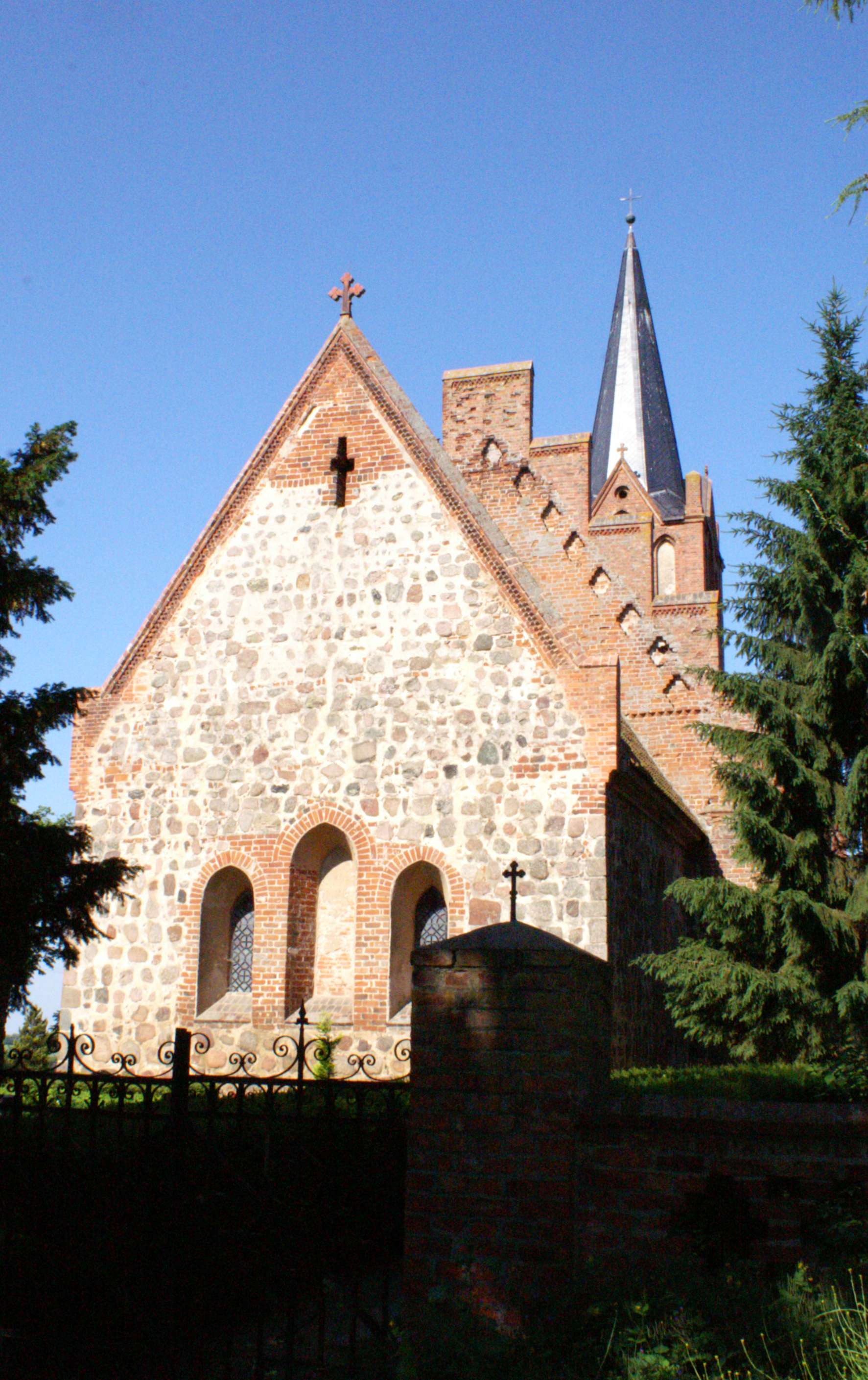
Giebel des Feldsteinchores

## Gebäude

### Kirche
Abweichend von der vorherrschenden zentralen Lage der Dorfkirchen befindet sich die Kartlower Kirche in einer Insellage am südlichen Dorfrand. Vermutungen, dass es vor dem Dreißigjährigen Krieg südlich und nördlich der Kirche weitere Dorfteile gegeben haben könnte, konnten wegen des Fehlens von Gebäude- und Fundamentresten nicht bestätigt werden. Stattdessen wurde wahrscheinlich die Kirche bis zur Reformation als Wallfahrtsort genutzt, wofür den Pilgern eine ausreichende Fläche zur Verfügung gestellt werden sollte. Gleichzeitig wurden am Johannistag und – nach dem Dreißigjährigen Krieg nur noch – am Michaelistag in Kartlow Märkte abgehalten.
Der älteste Teil der Kirche ist der Feldsteinchor mit annähernd quadratischem Grundriss. Im Inneren ist er von einem achteckigen Sterngewölbe mit Birnstabrippen aus dem 15. Jahrhundert überspannt. Das wohl aus der zweiten Hälfte des 13. Jahrhunderts stammende Langhaus des Kirchenschiffs ist in Backstein ausgeführt. Die für eine Dorfkirche ungewöhnlichen Maße des Langhauses (17,5 Meter lang und 14,5 Meter tief ) sind ein wichtiges Indiz für die Nutzung als Wallfahrtskirche. Der Eingang befindet sich in der Mitte der Nordseite des Langhauses, ein frühgotisches Portal an der Südseite ist vermauert.

### Innenausstattung
Bei der in den 1860er Jahren erfolgten Restaurierung erhielt die Kirche neben den Treppengiebeln eine neugotische Holzausstattung einschließlich der flachen Kassettendecke. Im hölzernen Altaraufsatz befindet sich als Altargemälde eine Darstellung des betenden Christus im Garten Gethsemane vom Stettiner Maler Ludwig Most (1807–1883).
Das Taufbecken, eine sogenannte Cuppa aus schwedischem Kalkstein aus der Mitte des 13. Jahrhunderts mit barock erneuertem Fuß, ist der einzige erhaltene Bestandteil des Inventars aus der Zeit vor dem Dreißigjährigen Krieg. In der Notlage der damaligen Nachkriegszeit verpfändete die Kirchgemeinde den Taufstein für 30 Gulden an die Anklamer Apotheke und löste ihn später für die gleiche Summe wieder ein.

### Turm
Bis 1796 befand sich nordöstlich der Kirche ein separater Glockenturm (Campanile). Dann wurde dieser abgebaut und die Kirche bekam einen Dachreiter. Der Kirchturm mit rechteckigem Grundriss und achteckigem schiefergedecktem Spitzhelm wurde 1869/1870 gemeinsam mit dem westlichen Giebel neu erbaut und der Dachreiter wieder entfernt. Vom Kirchturm ins Langhaus gibt es keine direkte Verbindung. Daher ist auch die Empore für die von Barnim Grüneberg 1870 erbaute Orgel nur über den Turm zugänglich. Aus dem Jahr 1869 stammt die Glocke, die von der Stettiner Firma Voß gegossen wurde. Eine 1613 gestiftete Glocke und eine weitere gingen in den Weltkriegen verloren.

## Zugehörige Einrichtungen

### Friedhof
Der Kirchhof erhielt im 19. Jahrhundert an der Nordseite eine Mauer aus rotem Backstein mit rautenartigen Durchbrüchen auf Feldsteinsockeln. Die beiden schmiedeeisernen Tore tragen die Initialen «vHC» für die Kirchherren von Heyden-Cartlow. Östlich vom Friedhof steht eine Friedhofskapelle aus Backstein. An der Stelle des früheren separaten Glockenturms befindet sich das Erbbegräbnis der Familie von Heyden-Cartlow.

### Pfarrhaus
Das alte Pfarrhaus, ein Fachwerkhaus, wurde 1846 abgetragen und im Ortsteil Unnode wieder aufgebaut. Das heutige Pfarrhaus wurde 1844/45 „[...] 23 Fuß vom alten Hause nach Norden [...]“ als Backsteinbau mit Krüppelwalmdach errichtet.

### Küsterhaus
Das ehemalige Küsterhaus aus dem Jahre 1844 ist wie das Pfarrhaus ein Backsteinbau mit Krüppelwalmdach, aber von geringerer Größe. Der Bau wurde durch den Herrn von Sobeck auf Kruckow mit 1000 Talern finanziert. Bis 1976 befand sich im südlichen Teil des Erdgeschosses die Kartlower Schule. Später wurde der ehemalige Schulraum von der Kirchgemeinde Kartlow-Völschow bis Mitte der 2010er Jahre als Gemeinderaum genutzt. Das Gebäude befindet sich seit den 1990er Jahren in Privatbesitz.

### Wirtschaftsgebäude
Von den früher hier vorhandenen Wirtschaftsgebäuden ist noch das Stallgebäude des Küsters erhalten. Der Stall des Pfarrers, die Pfarrscheune, ein Bienenhaus sowie ein Backofen existieren nicht mehr.

## Zustand und Nutzung der Kirche
Turm und Westgiebel wiesen Schäden durch Verwitterung auf (Stand in den 2010er Jahren). Im Ostgiebel des Chores wurden Risse und aufsteigende Feuchtigkeit festgestellt. Neben teilweise bereits erfolgten Trockenlegungen der Fundamente war auch eine Neueindeckung des Daches erforderlich, die Mitte der 2010er Jahre durchgeführt wurde. Zur Aufbringung der dafür notwendigen finanziellen Mittel wurde 1998 ein Verein zur Erhaltung der St. Johannis-Kirche Kartlow gegründet.
Nach fast auf den Tag genau 150 Jahren seit Bestehen des Turmes konnte zum Johannisfest 2020 die abgeschlossene Restauration des Kirchturms gefeiert werden. Diese wurde durch die Förderung der Dr. Wolfgang Neubert Stiftung, anhand von Mitteln aus dem Strategiefond des Landes Mecklenburg-Vorpommern sowie durch zahlreiche private Spenden ermöglicht. Der Turm mit seinen vier rekonstruierten neuen Ecktürmchen ist als Landmarke weithin sichtbar.
Die Kartlower Kirche wird neben Gottesdiensten auch für weitere kulturelle Veranstaltungen wie Konzerte und Ausstellungen mit Werken von Künstlern aus der Region genutzt.